# Hans Erich Apostel
Hans Erich Apostel (* 22. Januar 1901 in Karlsruhe; † 30. November 1972 in Wien) war ein deutscher Komponist und Vertreter der Zweiten Wiener Schule.

## Leben
Der Sohn eines Versicherungsbeamten studierte von 1916 bis 1919 Klavier, Musiktheorie und Dirigieren bei Alfred Lorenz am Munz’schen Konservatorium in Karlsruhe. Im Jahr 1920 war er Kapellmeister und Korrepetitor am Badischen Staatstheater in Karlsruhe. Nach seinem Umzug nach Wien im Jahr 1921 war er bis 1925 Schüler von Arnold Schönberg, von 1925 bis 1935 von Alban Berg. Parallel dazu unterrichtete er privat Klavier, Musiktheorie und Komposition.
Nach Ende des Zweiten Weltkrieges baute Apostel die österreichische Sektion der Gesellschaft für Neue Musik mit auf. Von 1947 bis 1950 war er deren Präsident. Er arbeitete als Lektor bei der Universal Edition in Wien und war für die Neuausgaben von Alban Bergs Wozzeck (1955) und Lulu (1963) verantwortlich.
Zu seinen Schülern zählen u. a. Rainer Bischof und Eugene Hartzell.
Apostel war als Pianist, Liedbegleiter und Dirigent für zeitgenössische Musik in Österreich, Deutschland, Italien und in der Schweiz tätig. Trotz der zahlreichen Preise und Auszeichnungen, wurde sein kompositorisches Werk auch nach Kriegsende wenig aufgeführt und beachtet.
Sein Ehrengrab befindet sich auf dem Wiener Zentralfriedhof (Gruppe 32 C, Nummer 57).

## Auszeichnungen
- 1937: Emil Hertzka-Preis für sein Requiem op. 4
- 1948: Preis der Stadt Wien für Musik[5]
- 1952: outstanding artist award – Musik[6]
- 1957: Großer Österreichischer Staatspreis[7]
- 1958: Großer Kompositionspreis von Monaco für die Kammersymphonie op. 41

## Mitgliedschaften
- 1960: Mitglied des österreichischen Kunstsenats
- 1963: korrespondierendes Mitglied der Wiener Secession
- 1963: „Honorary Director“ der North Carolina Music Society in Raleigh (USA)

## Werke
Einige seiner Kompositionen zeigen seine besondere Nähe zur expressionistischen Malerei – er war mit Emil Nolde, Oskar Kokoschka und Alfred Kubin befreundet. Während des Nationalsozialismus galt seine Musik als „entartet“ und wurde nicht aufgeführt.

### Für eine Singstimme mit Begleitung
- 5 Lieder o.Op. (Die chinesische Flöte, übs. von Hans Bethge) für Gsg. und Kl. (1923), Ms.
- Dämmerstunde (Theodor Storm), „Horch!- Horch!“ (Alfred Mombert), „Oktobernacht“ o.Op. (Richard Billinger) für Gsg. und Kl. (1925, 1926, 1954), Wien 1955
- 5 Lieder (Alfred Mombert, Der Glühende) für Gsg. und Kl. (1926), Ms. (in den Skizzen als op. 12 bezeichnet)
- 5 Lieder (Hanns Johst, Lieder der Sehnsucht) für tiefe St. und Kl. bzw. Orch. op.3 (1930/31), Wien 1931
- 4 Lieder (Rainer Maria Rilke) für tiefe St. und Kl. op.6 (1935), Wien 1937
- 5 Gesänge (Friedrich Hölderlin) für tiefe St. und Orch. Op.9 (1939/40), Wien 1941
- 3 Gesänge (Stefan George, Die Lieder von Traum und Tod) für mittlere St. und Kl. op. 15 (1948), Wien/Mn. 1963
- 3 Gesänge (Georg Trakl) für tiefe Frauenst., 4 Va., 2 Vc. und Kb. op.18 (1951), Wien 1953
- 5 Lieder (R. Felmayer) für mittlere Singst., Fl., Klar. und Fag. op.22 (1953), Wien 1954
- Jäger-Ballade von der Gans (Ein Silvesterspuk) (Text vermutl. von Apostel) für Sprechst., gem. Ch. und Orch. (1954/55), Ms.
- Ode (H. E. Apostel) für Alt und gr.Orch. op. 36 (1961/62), Wien 1962
- 2 Gesänge (Alfred Mombert, Musik der Welt) für Alt und Kl. op.40 (1965), Wien/Mn. 1965
- Der Zecher (Erich Schmale), Wiener Lied für Gsg. und Kl. o.op. (1964), Wien 1964
- Couplet der Armanda (Albert Drach, Spiel vom Meister Siebentod) für 3st. Gsg., Kl. und Schlgz. o.Op. (1968), Ms.
- „Weiße Wicken in der Vase“ (Etta Reich) für mittlere St. und Kl. op.46a (1971), Wien/Mn. 1975

### Chorwerke
- Meeresstille und Glückliche Fahrt (Johann Wolfgang von Goethe) für 4st. M.-Ch. a cappella (1928), Ms.
- Requiem (nach Rainer Maria Rilke, Stundenbuch) für 8st. gem. Ch. und Orch. op.4 (1933), Wien 1938
- „O sage, wo du bist“ (Friedrich Rückert) für 6st. Kn.-Ch. oder Fr.-Ch. a cappella op.10, Nr.1 (1942), Ms.
- Untreue (Joseph Eichendorff) op. 10 Nr.2, verworfen
- „Es waren zwei Königskinder“, Var. für gem. Ch. a cappella op.10, Nr.3 (1941), Wien 1953
- Um Mitternacht (Eduard Mörike) für 6st. gem. Ch. a cappella op.16 (1957), Wien 1957
- Höhe des Jahres (Johann Grunert) für 4st. M.-Ch. op.28 (1958), Wien/Mn. 1963
- Silvester-Rakete mit Atmosphärenklang (Text vermutl. von Apostel) für Fr.-Ch. und Orch. (1963/64), Ms.
- Triptychon (Felix Braun) für 1- bis 6-st. Kn.-Ch. a cappella und Altfl. op.37 (1964), Wien/Mn. 1965

### Orchesterwerke
- Adagio für gr. Str.-Orch., 2 Hf, Cel. und Kl. op.11 (1937), Wien 1946 (2. Satz einer Symph.)
- Variationen über ein Thema von Joseph Haydn op. 17 (1949), Wien 1951
- Ballade op.21 (1953–55), Wien 1955 (Bearb. der Fantasia ritmica für Kl.)
- Variationen über 3 Volkslieder o.Op. (1956), Ms.
- Rondo ritmico op.27 (1957), Wien 1957
- Klavier-Konzert op.30 (1958), Druckfassung für 2 Kl. vierhd., Wien 1960
- Festl. Musik für Blasorch. o.Op. (1958–1962), Wien/Mn. 1970
- 5 österr. Miniaturen o.Op. (1959), Wien 1961
- Kammersymphonie op.41 (1965–1967). Wien 1969
- Epitaph für Str.-Orch. op.43 (1969), Ms.
- Paralipomena dodekaphonika. Der Haydn-Var. op. 17 anderer Teil op. 44 (1969/70), Wien 1971
- Passacaglia op.50 (1972), Wien 1974

### Kammermusik
- Streichquartett o.Op. (1926). Ms.
- Streichquartett Nr.1 Op.7 (1935), Wien 1949
- Quartett. für Fl., Klar., Hrn. und Fag. op.14 (1947–1949). Wien 1952
- Sonatine für Fl op.19, Nr.1 (1951), Wien 1953
- Sonatine für Klar. op.19, Nr.2 (1952), Wien 1953
- Sonatine für Fag. op.19, Nr.3 (1952), Wien 1953
- 5 Bagatellen für Fl., Klar. und Fag. op.20 (1952), Wien 1953
- Intrada für 9 Trp., 3 Pos., 2 Tuben, 6 Hrn. und Schlgz. op.23 (1954), Wien 1954/55
- 6 Musiken für Git. op.25 (1955), Wien 1963
- Streichquartett Nr.2 op.26 (1956) Wien 1958
- Studie für Fl., Va. und Git. op.29 (1958, rev. 1964), Wien/Mn. 1975
- 3 Alpacher Miniaturen. Studien über eine Zwölftonreihe für Cemb. op.32 (1960), Ms.
- Sonate für Vc. und Kl. op.35 (1962), Wien 1967
- 6 Epigramme für Streichquartett op.33 (1962), Wien 1963
- Kleines Kammerkonzert für Fl., Va. und Git. op.38 (1964), Wien Mn. 1965, 2. Auflage 1966
- Geburtstag-Fanfare für 6 Trp. und 6 Pos. o.Op. (1964), Ms.
- Sonatine für Ob. op.39, Nr.1 (1964), Wien/Mn. 1965
- Sonatine für Hrn. op.39, Nr.2 (1964), Wien 1965
- Sonatine für Trp. op.42, Nr.1 (1970), Ms.
- Sonatine für Pos. op.42, Nr.2 (1970, nur Skizzen)
- Fischerhaus-Serenade für Fl., Ob., Klar., Fag., Trp., HrN., Pos. 2 Vl., Va., Vc. und Kb. op.45 (1971), Wien/Mn. 1972

### Klaviermusik
- Albumblätter o.Op. (1924–1934), Ms.
- 5 orientalische Skizzen (1926), Ms.
- 5 Klavier-Stücke (1927), Ms.
- Variationen nach einer Kokoschka-Mappe op. 1 (1928), Ms.
- Sonate op.2 (1929), Ms.
- Sonatina ritmica op.5 (1934), Wien/Mn. 1964
- Variationen aus „Lulu“ (Bearb. des 4. Satzes der Symphonischen Stücke aus der Oper „Lulu“ von Alban Berg) für Kl. vierhd. oder 2 Kl. o.Op. (1935), Wien 1985
- Klavier-Stück op.8 (1938), Wien/Mn. 1964
- Kubiniana. 10 Klavierstücke nach Zeichnungen von A.Kubin op.13 (1946), Wien 1947
- 60 Schemen nach Zeichnungen A. Kubins. Abenteuer einer Notenfeder op.13a (1945–1950), Ms.
- Fantasia ritmica (urspr. Fassung der Ballade op.21) o.Op. (1951/52)
- Suite „Concise“ 7 pièces op.24 (1955), Wien 1956
- 4 kleine Klavier-Stücke op.31a (1959), Wien/Mn. 1962
- Fantasie op.31b (1959), Wien 1962
- Kleine Passacaglia op.34a (1961), Ms.
- Toccata op.34b (1961), Ms.

### Schriften
- Betrachtungen zur zeitgenöss. Melodie. In: Österr. Musiker-Ztg., 36, 1. Apr. 1928. Nr. 7, S. 1
- Leonore 40/45 (von R. Liebermann). In: ÖMZ, Nr. 8, 1953, S. 83 f.
- Anmerkungen zur ästhetischen Situation. In: Beitrage 1967, Kassel u. a. 1967, S. 54 f.
- Ethik und Ästhetik der musikalischen Aussage. In: ÖMZ, 25, 1970, S. 10–16
- Vortragsmanuskripte u. a. über A. Schönberg und A. Berg im Nachlass